# 音部
音部，為漢字索引中的部首之一，康熙字典214個部首中的第一百八十個（九劃的則為第五個）。在傳統漢字與中文簡化字中，其都被歸為九劃部首。音部只以左方、下方為部字。且無其他部首可用者將部首歸為音部。

## 部首單字解釋
1.有節奏的聲音，引申為聲音的泛稱。參「聲音」。
2.音樂、樂曲。
3.腔調。
4.泛指消息、信息、訊號。
5.語言文辭或字的音讀。
6.音節的簡稱。
7.姓。
8.有關聲音的。
9.又讀ㄧㄣˋ，樹蔭，通蔭。見說文通訓定聲。

## 字形

金文
金文（春秋）
簡帛文字
大篆
小篆

## 名稱
- 漢語：音部（yīnbù，ㄧㄣ　ㄅㄨˋ）
- 日本：
- 韓國：

## 字例
| 除部首外之筆劃 | 字例 -{  |
| -------------- | -------- |
| 0              | 音       |
| 2              | 竟章     |
| 3              | 䪦䪧䪨   |
| 4              | 䪩韴韵   |
| 5              | 䪪韶韷   |
| 6              |          |
| 7              | 䪫䪬韸   |
| 9              | 䪭韹韺   |
| 10             | 䪮䪯韻韼 |
| 11             | 韽韾響   |
| 12             |          |
| 13             |          |
| 14             | 頀       |
| 15             | }-       |